# Marin Grote
Marin Grote (Flagstaff, 16 dicembre 1999) è una pallavolista statunitense, centrale delle Grand Rapids Rise.

## Carriera

### Club
La carriera pallavolistica di Marin Grote inizia nei tornei scolastici californiani, giocando per la John Burroughs HS, mentre dopo il diploma gioca a livello universitario con la Washington, partecipando alla NCAA Division I dal 2018 al 2022.
Nel gennaio 2023 inizia la carriera da professionista in Turchia, dove disputa la seconda parte dell'annata 2022-23 in Sultanlar Ligi, indossando la casacca del Sigorta Shop. In seguito rientra in patria, disputando prima la Athletes Unlimited 2023 e poi la Pro Volleyball Federation 2024, difendendo i colori delle Grand Rapids Rise.

## Palmarès

### Premi individuali
- 2021 - All-America Second Team